# Schottische Badminton-Mannschaftsmeisterschaft
Schottische Badminton-Mannschaftsmeisterschaften werden seit 1928 ausgetragen.

## Die Titelträger
| Saison    | Team                        |
| --------- | --------------------------- |
| 1928      | West of Scotland            |
| 1929      | West of Scotland            |
| 1930      | West of Scotland            |
| 1931      | West of Scotland            |
| 1932      | West of Scotland            |
| 1933      | West of Scotland            |
| 1934      | Glasgow                     |
| 1935      | Glasgow                     |
| 1936      | East of Scotland            |
| 1937      | East of Scotland            |
| 1938      | Glasgow                     |
| 1939      | East of Scotland            |
| 1940 1947 | nicht ausgetragen           |
| 1948      | East of Scotland            |
| 1949      | East of Scotland            |
| 1950      | West of Scotland            |
| 1951      | Glasgow                     |
| 1952      | Glasgow                     |
| 1953      | West of Scotland            |
| 1954      | West of Scotland            |
| 1955      | West of Scotland            |
| 1956      | West of Scotland            |
| 1957      | Glasgow                     |
| 1958      | West of Scotland            |
| 1959      | West of Scotland            |
| 1960      | Glasgow                     |
| 1961      | Glasgow                     |
| 1962      | Glasgow                     |
| 1963      | Glasgow                     |
| 1964      | Glasgow                     |
| 1965      | West of Scotland            |
| 1966      | West of Scotland            |
| 1967      | West of Scotland            |
| 1968      | West of Scotland            |
| 1969      | West of Scotland            |
| 1970      | West of Scotland            |
| 1971      | West of Scotland            |
| 1972      | West of Scotland            |
| 1973      | West of Scotland            |
| 1974      | West of Scotland            |
| 1975      | West of Scotland            |
| 1976      | East of Scotland            |
| 1977      | West of Scotland            |
| 1978      | Lothian                     |
| 1979      | West Strathclyde            |
| 1980      | Lothian                     |
| 1981      | nicht ausgetragen           |
| 1982      | Midland                     |
| 1983      | Midland                     |
| 1984      | Lothian                     |
| 1985      | West Strathclyde            |
| 1986      | Lothian                     |
| 1987      | Upper Strathclyde           |
| 1988      | Upper Strathclyde           |
| 1989      | Upper Strathclyde           |
| 1990      | Lothian                     |
| 1991      | Lothian                     |
| 1992      | Lothian                     |
| 1993      | Lothian                     |
| 1994      | Glasgow & North Strathclyde |
| 1995      | nicht ausgetragen           |
| 1996      | Lothian                     |
| 1997      | Lothian                     |
| 1998      | Glasgow & North Strathclyde |
| 1999      | Lothian                     |
| 2000      | Lothian                     |
| 2001      | Lothian                     |
| 2002      | Glasgow & North Strathclyde |
| 2003      | Glasgow & North Strathclyde |
| 2004      | Glasgow & North Strathclyde |
| 2005      | Glasgow & North Strathclyde |
| 2006      | Midland                     |
| 2007      | Lothian                     |
| 2008      | Midland                     |
| 2009      | Glasgow & North Strathclyde |
| 2010      | Glasgow & North Strathclyde |
| 2011      | Midland                     |
| 2012      | Glasgow & North Strathclyde |
| 2013      | West of Scotland            |
| 2014      | West of Scotland            |
| 2015      | West of Scotland            |
| 2016      | Midlands                    |
| 2017      | West of Scotland            |
| 2018      | West of Scotland            |
| 2019      | West of Scotland            |
| 2020      | nicht ausgetragen           |
| 2021      | West of Scotland            |
| 2022      | West of Scotland            |
| 2023      | Lothian                     |
| 2024      | Lanarkshire                 |